# Urocyon
Urocyon — рід тварин родини псових (Canidae). Етимологія: грец. ουρά — «хвіст», грец. κύων — «собака». Цей рід є спорідненим таксоном до вимерлого роду Metalopex і відокремився від решти псових приблизно 14 мільйонів років тому. 

## Таксономія
До роду відносять два сучасні види:
- Сіра лисиця (Urocyon cinereoargenteus), що мешкає в Північній, Центральній та частині Південної Америки;
- Лисиця острівна (Urocyon littoralis), ендемік Канальних островів біля узбережжя Каліфорнії.

В минулому центральноамериканські підвиди сірої лисиці, такі як Urocyon cinereoargenteus fraterculus або Urocyon cinereoargenteus guatemalae виділялися в окремі види за окремими морфологічними ознаками, а кожен з окремих підвидів лисиці острівної вважався окремим видом, але з 40х років 20го сторіччя кількість видів у роді зменшилася до двох. Окремо припускається можливість існування виду карликових лисиць на острові Косумель в Мексиці, але як виділення популяції в окремий вид, так і сучасне існування сірих лисиць на острові, не доведено.
Приблизно до 80х років 20го сторіччя за даними морфологічних досліджень рід сірих лисиць вважався близько спорідненим до лисиці звичайної і утворював разом з нею трибу Vulpini.  Подальші молекулярно-генетичні дослідження показали, що рід сірих лисиць відокремився від псових ще до розділення псових на Vulpini та Canini; але з історичних причин рід сірих лисиць все ще відносять до перших.
У еволюційному вимірі острівна сіра лисиця відділилася від справжньої сірої лисиці під час останнього льодовикового періоду, коли сірі лисиці потрапили на Каліфорнійські Канальні острови. Острівні сірі лисиці значно менші за своїх предків, їх величина відповідає розміру домашньої кішки.

## Особливості поведінки
Сірі лисиці дуже вміло лазять по деревах, що є незвичним для родини псових. Раціон складається з різних хребетних, комах та рослинного матеріалу. Сірі лисиці споживають рослинну їжу більше ніж будь-який інший вид триби Vulpini, і їх раціон у певних місцях і в певні сезони складається майже цілком з фруктів та насіння рослин.

## Галерея

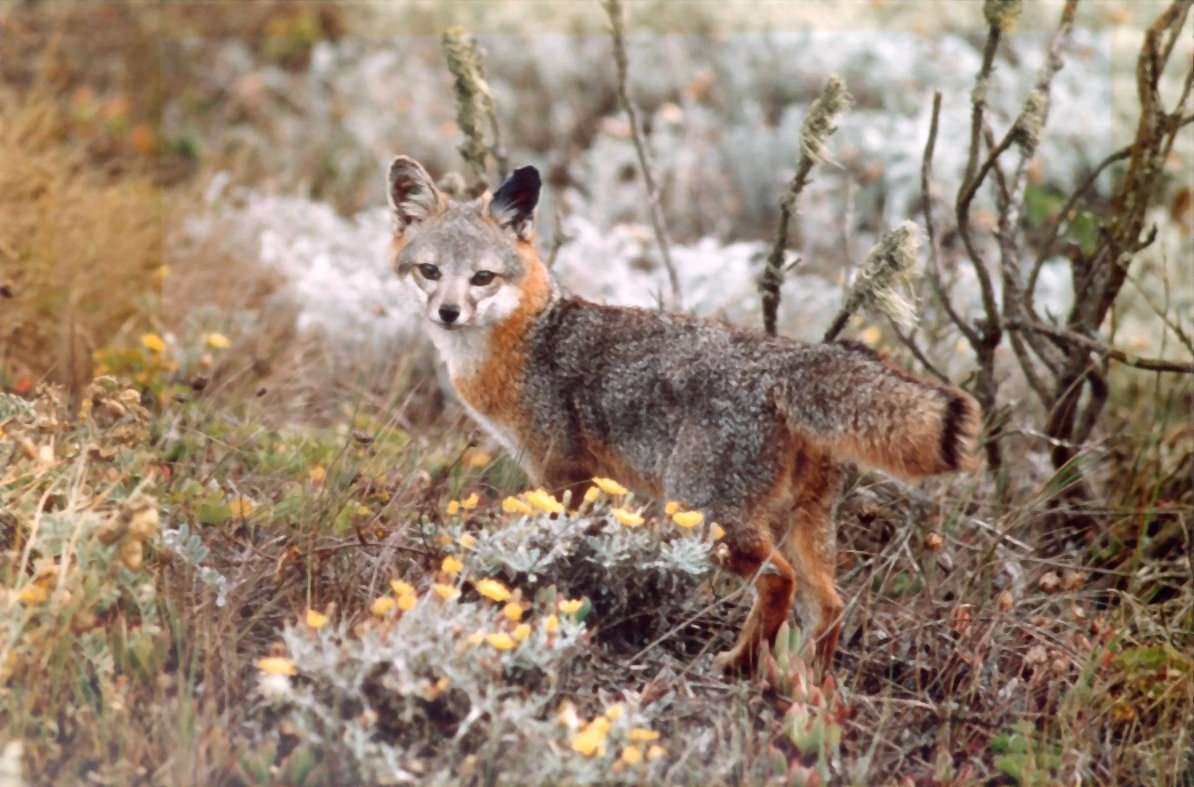
Лисиця острівна (Urocyon littoralis)
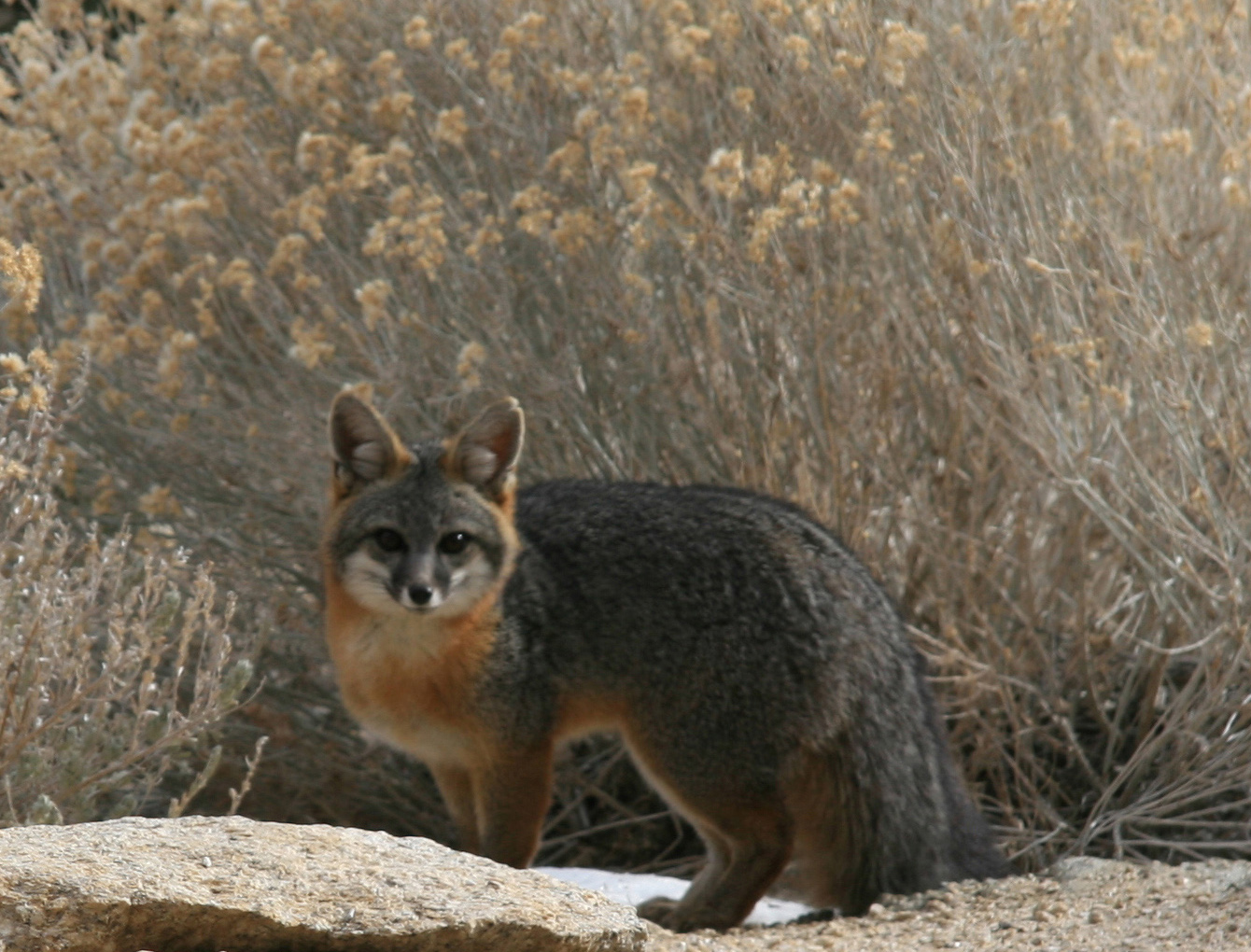
Лисиця сіра (Urocyon cinereoargenteus)